# 臺灣音樂館

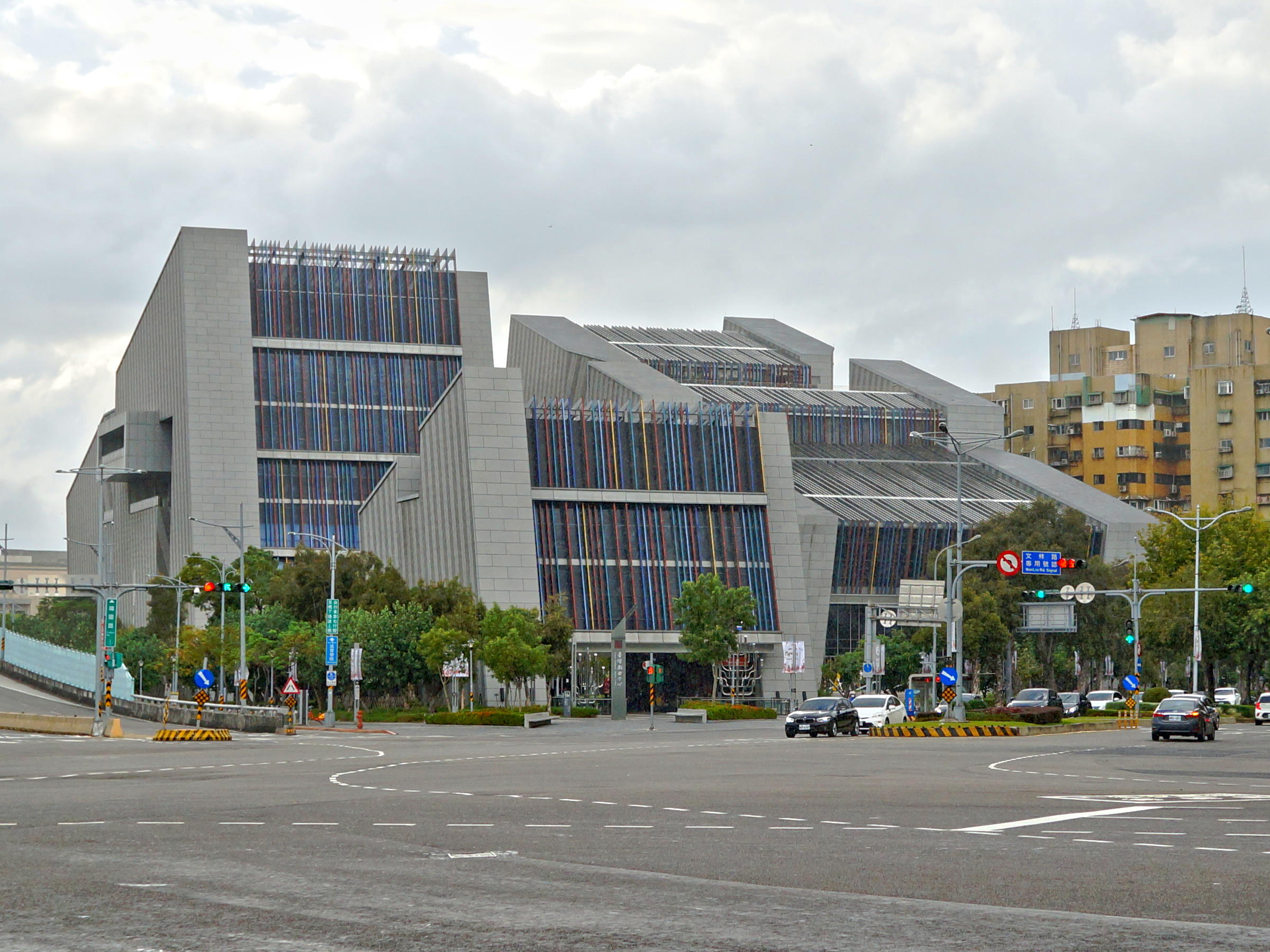
臺灣戲曲中心園區，台灣音樂館位於中央棟建築

臺灣音樂館（英語：Taiwan Music Institute） ，成立於2002年1月，前身為民族音樂研究所、臺灣音樂中心，2012年更名為臺灣音樂館，為臺灣音樂研究典藏與展演推廣機構，隸屬於文化部國立傳統藝術中心。館舍位於臺北市士林區的臺灣戲曲中心園區，二樓附設音樂資料館，藏書及視聽資料以臺灣族群傳統音樂為主、亞太與世界民族音樂為輔，並展示臺灣音樂家音樂文物典藏檔案，開放民眾參觀及預約導覽。

## 歷史沿革

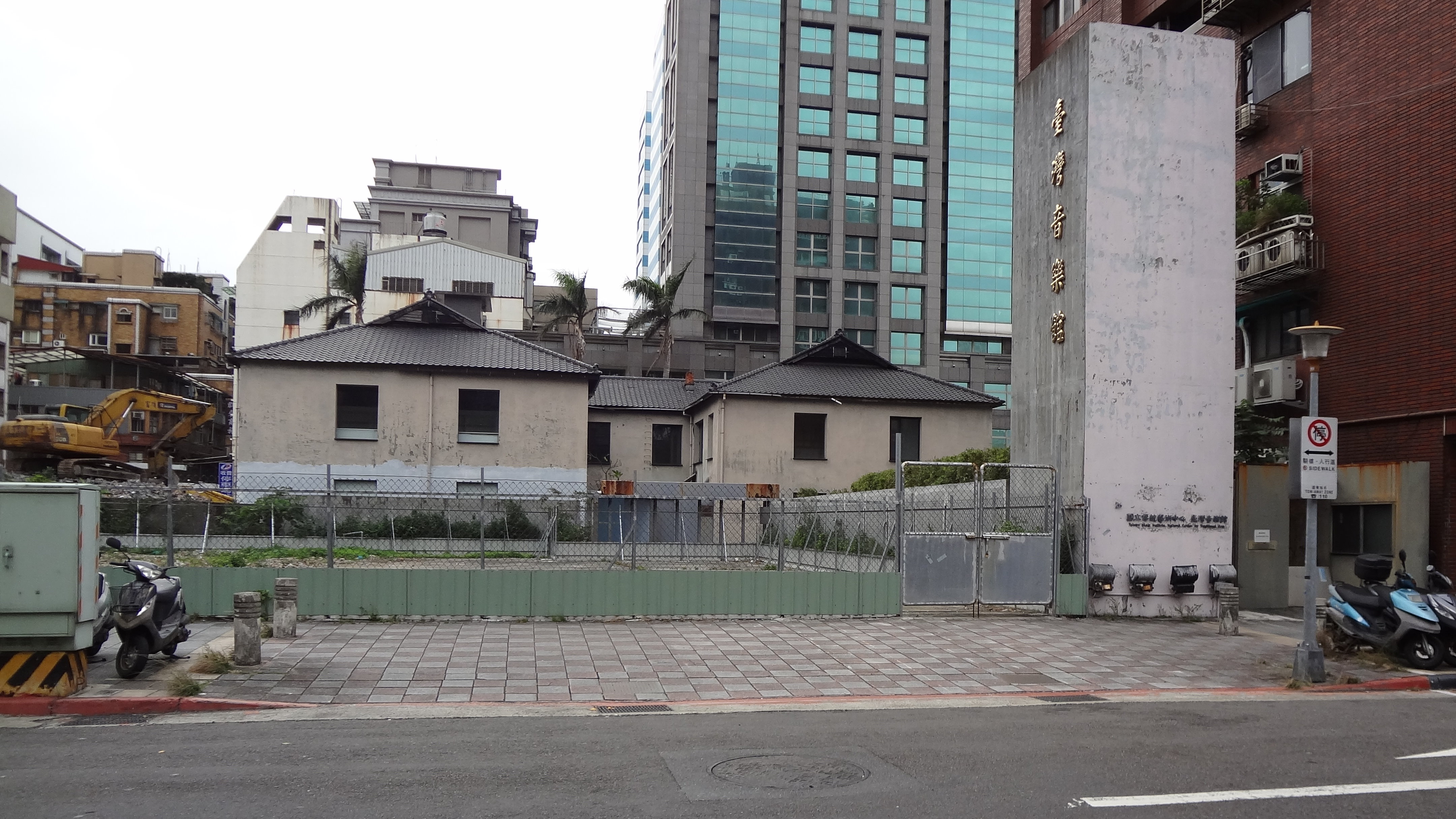
臺灣音樂館舊址，位於臺北市中正區杭州北路26號

行政院文化建設委員會（簡稱文建會，今文化部）為完整研究保存與展示推廣民族音樂文化資產，於1990年成立「民族音樂中心籌備小組」，由召集人劉萬航、副召集人許常惠推動相關軟、硬體籌備工作。1997年7月29日「民族音樂中心籌備處」正式運作；2000年6月文建會配合政府組織精簡政策，調整其功能定位，2001年1月將其併入國立傳統藝術中心籌備處。
2002年1月《國立傳統藝術中心暫行組織規程》及《國立傳統藝術中心編制表》發布，特設國立傳統藝術中心，其派出單位「民族音樂研究所」正式成立，掌理民族音樂之調查、蒐集、研究、保存及推廣等事項。館舍原址位於臺北市中正區杭州北路26號（原糧食局倉庫），於2003年10月29日正式對外營運。2008年配合組織調整，更名為「臺灣音樂中心」；2011年6月29日公布《國立傳統藝術中心組織法》；2012年5月文化部成立，正式更名為「臺灣音樂館」；2017年3月館舍搬遷至臺北市士林區文林路751號，館舍及常設展於同年10月3日正式對外開放參觀。

## 職掌與業務
臺灣音樂館掌理範疇包括：臺灣音樂之調查研究、典藏保存與展演推廣；音樂圖書視聽資料館、雲端資料庫建置與維運管理；培育音樂創作人才；推動國際音樂文化交流等。
其核心業務包括：臺灣音樂文物數位典藏、建置「臺灣音樂文化地圖」、「臺灣音樂群像」資料庫、編輯與出版《臺灣音樂年鑑》、辦理「傳藝金曲獎」評審作業等；2018年起負責「重建臺灣音樂史計畫」，為前瞻基礎建設計畫的一部分。系統性地建置音樂史料平臺、研究出版及詮釋推展。

## 外部連結
- 臺灣音樂館官方網站
- 臺灣音樂館的Facebook專頁
- YouTube上的臺灣音樂館頻道
- 臺灣音樂館線上特展